# O Fluminense
O Fluminense foi um jornal diário de notícias brasileiro publicado de terça-feira a sábado (a edição de sábado era revendida aos domingos e às segundas-feiras).

## História
Fundado em 8 de maio de 1878 em Niterói e instalado inicialmente no sobrado da Rua da Conceição, número 59, "O Fluminense" é o terceiro periódico mais antigo em circulação no estado do Rio de Janeiro e o sexto no país.
O diário já contou em sua redação com figuras ilustres como Alfredo Lino Maciel Azamor, Belisário Augusto, Euclides da Cunha, Guilherme Briggs, José Cândido de Carvalho, Oliveira Vianna, Olavo Bilac, Osório Duque Estrada, Padre Júlio Maria, Rubem Braga e Irineu Marinho.
Em 1954 o advogado, jornalista e político Alberto Torres passou a administrar o jornal e Grupo Fluminense de Comunicação. Alberto Torres, antes de falecer, passou o comando para a sua filha Nina Rita Torres - também falecida.
O Grupo Fluminense de Comunicação era comandado desde 2014 por Alexandre Torres Amora, neto de Alberto Torres e filho de Nina Rita Torres. Tendo como diretora de jornalismo multimídia Liliane Souzella, como editora executiva Sandra Duarte, e como editores digitais Fabiana maia e Flávio Oliveira. Até 2017, Rafaela Kraichete Uchôa Torres Amora e Victor Kraichete Uchôa Torres Amora faziam parte da sociedade do jornal. Com a saída de ambos, Alexandre Torres passou a ter 95% das ações e Cátia Inêz Costa Gomes entra para a sociedade com 5%, passando a ser superintendente do jornal. 
Em 21 de fevereiro de 2019, o empresário Lindomar Lima assume como novo presidente e proprietário de O Fluminense. Ele adquiriu a marca e a gráfica. Após ser adquirido pelo novo proprietário, em abril de 2019 o jornal deixou a sede histórica instalada na Rodoviária de Niterói e se mudou para o bairro da Ponta da Areia, ficando a prédio original abandonado e sendo alvo de vandalismo e furto por parte de moradores de rua.
Em 2023 O Fluminense encerrou sua versão impressa,permanecendo apenas em seu site na internet.